# Bordeaux (AOC)
Pour les articles homonymes, voir Bordeaux (homonymie).
Le bordeaux est un vin français d'appellation d'origine contrôlée produit dans le vignoble de Bordeaux. Il s'agit de l'appellation générique de ce vaste vignoble : elle peut être revendiquée sous certaines conditions par tous les vins rouges, rosés et blancs provenant des raisins récoltés sur les communes viticoles du département de la Gironde, à l'exception des zones de palus, des marais et des parties forestières.
Le nom de l'appellation peut être suivi de la dénomination géographique complémentaire « haut-benauge » (réservée à quelques blancs), ou complété par les mentions « clairet » (réservée aux rosés foncés) ou « claret » (réservée aux rouges).

## Historique
Les fraudes et la baisses des prix au tout début du XXe siècle aboutirent à la délimitation départementale de l'aire de production du bordeaux par le décret du 17 février 1911, publié au Journal officiel le 19 février 1911, confirmé par le décret du 14 novembre 1936 créant l'appellation d'origine.
Le cahier des charges a été dernièrement mis à jour en décembre 2011, en septembre 2015, en juillet 2016, en novembre 2017, en octobre 2018, en avril 2019, en mars 2021, en août 2023 et enfin en novembre 2023.

## Vignoble
Le bordeaux est produit en Nouvelle-Aquitaine, dans le Sud-Ouest de la France. Ses limites géographiques sont théoriquement celles du département de la Gironde, mais l'aire d'appellation (pas systématiquement plantée) compte 505 communes sur les 542 du département : sont exclus les sables de la forêt des Landes (les landes de Bordeaux), une partie de l'agglomération bordelaise[Laquelle ?] et les zones inondables trop fertiles et humides des bords de rivière (les « palus »).
En 2009, les superficies déclarées sont de 38 490 hectares en rouges, 700 ha en clairets, 4 725 ha en rosés et 6 040 ha en blancs. En 2023, se sont 42 187 ha déclarés en bordeaux rouge, 4 239 en rosé, 4 284 en blanc sec, 1 332 en blanc avec sucres et 3 en haut-benauge.

### Aire d'appellation
La dénomination haut-benauge est plus restrictive, ne concernant que huit communes : Escoussans, Gornac, Ladaux, Mourens, Porte-de-Benauge, Saint-Pierre-de-Bat, Soulignac et Targon.

### Rendements
Le cahier des charges de l'appellation fixe les rendements maximum et butoir suivant :
- 55 à 60 hectolitres par hectare pour les bordeaux-haut-benauge ;
- 60 à 64 hl/ha pour les bordeaux rouges ;
- 62 à 72 hl/ha pour les bordeaux rosés et clairets ;
- 67 à 77 hl/ha pour les bordeaux blancs[3].

## Vins
En 2008, la production était de 1 699 000 hectolitres de vin rouge (un hectolitre = 100 litres = 133 bouteilles de 75 cl), 40 710 hl de clairets, 170 515 hl de rosés et 344 000 hl de blancs. En 2023, elle était de 1 376 726 hl de rouge (75 % du total), 166 553 de rosé (9 %), 220 314 de blanc sec (12 %), 71 767 de blanc avec sucre (4 % : demi-sec et moelleux) et 108 de haut-benauge.

### Rouges
Les bordeaux rouges peuvent être produits avec les cépages cabernet sauvignon, cabernet franc, carménère, merlot, côt (ou malbec) et petit verdot. Le petit verdot, le côt et la carménère sont anecdotiques. Sont autorisés comme cépages accessoires le sémillon, le sauvignon blanc et le sauvignon gris.
Les vins doivent présenter un minimum de 10 (pour les rosé et blanc) 10,5 (pour le rouge) et 11,5 (pour le haut-benauge) % d'alcool en volume.
Depuis 1967, les vins rouges de l'appellation bordeaux ne peuvent être mis en circulation qu'avec un certificat de qualité délivré par une commission de dégustation.

### Blancs

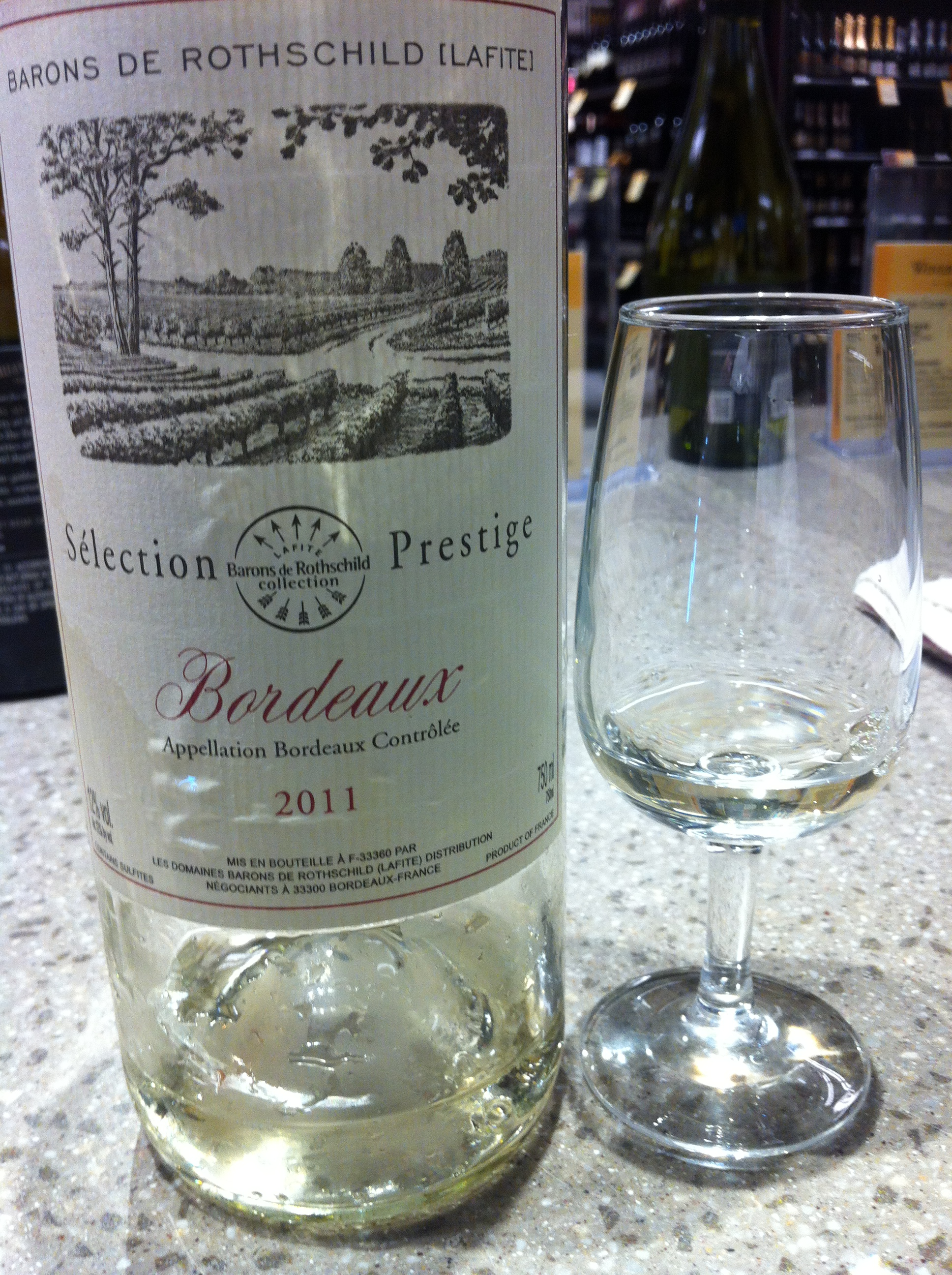
AOC bordeaux blanc.

Les bordeaux blancs doivent provenir des cépages principaux sauvignon, sémillon (blanc ou gris) ou muscadelle et des cépages accessoires colombard, merlot blanc et ugni blanc. Le pourcentage des cépages accessoires ne peut dépasser 30 %.
Le décret du 14 décembre 1977 a précisé l'appellation pour les vins blancs :
- les vins blancs dont le degré d'alcool est compris entre 10 et 13° et présentant une teneur en sucre inférieure à 4 g/l portent obligatoirement la mention bordeaux sec ;
- l'appellation bordeaux est réservée aux vins titrant entre 10,5 et 13,5° en alcool et présentant une teneur en sucre supérieure à 4 g/l.

Le volume de ce dernier type de vin a fortement baissé ces dernières années : les producteurs élaborant des vins blancs doux revendiquent plutôt l'appellation bordeaux-supérieur.
Depuis 1974, ces vins ne peuvent être mis en circulation sans un certificat de qualité délivré par une commission de dégustation désignée par l'INAO. Les vins blancs secs sont généralement mis en bouteille très tôt (quelques mois après la récolte). Ils sont généralement à boire dans l'année qui suit leur mise en bouteille.